# Dorfkirche Eichenberg

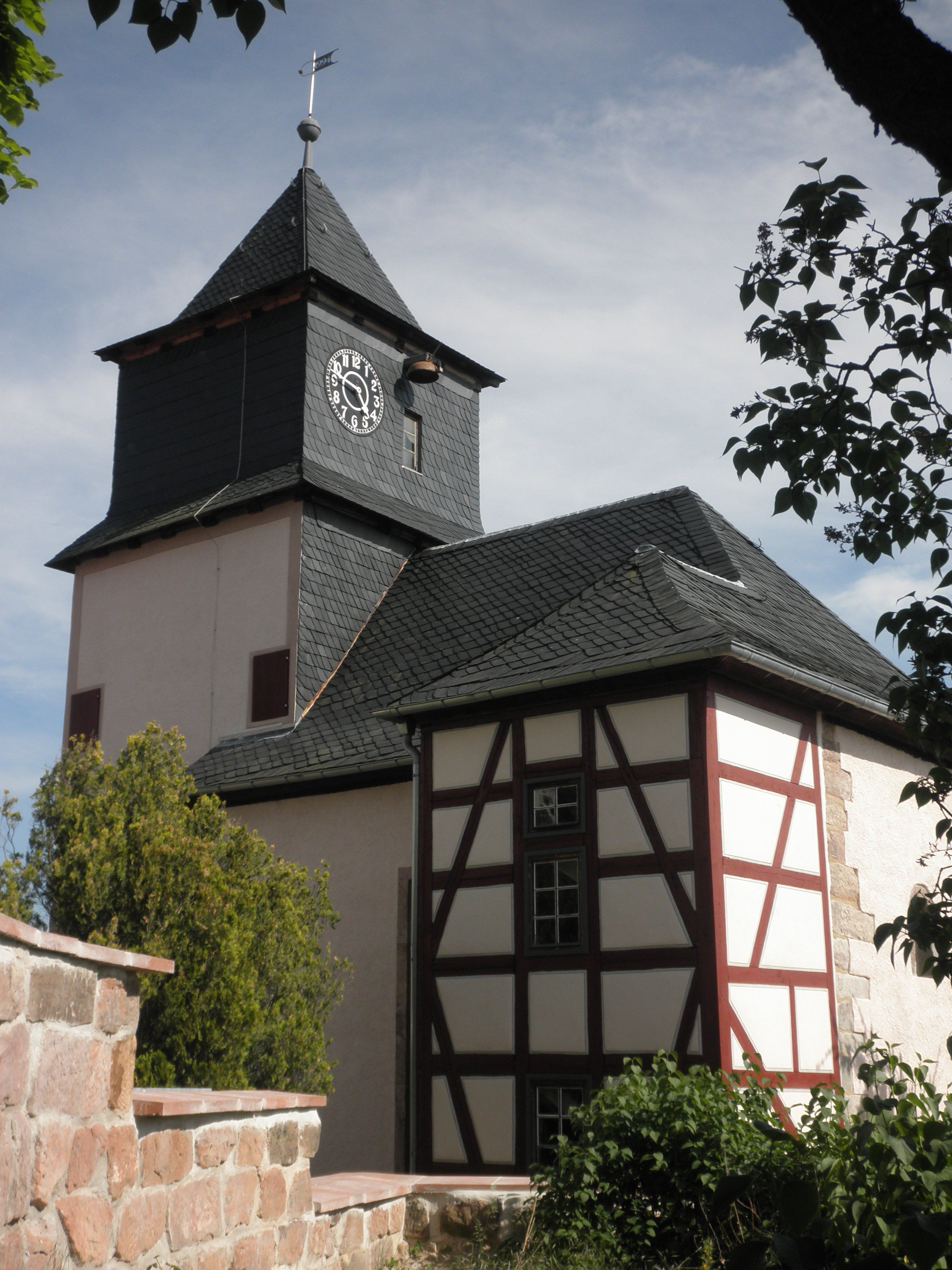
Die Kirche

Die Dorfkirche Eichenberg steht in Eichenberg im Saale-Holzland-Kreis in Thüringen. Sie gehört zum Pfarrbereich Orlamünde im Kirchenkreis Eisenberg der Evangelischen Kirche in Mitteldeutschland.

## Lage
Die Kirche befindet sich in der Ortschaft in zentraler Lage.

## Geschichte
1062 und auch 1194 wurde das Dorf in Orlamünder Pfarrurkunden urkundlich vom Erzbischof aus Mainz bestätigt. Spuren aus jener Zeit finden sich in der Substanz des Chorraums und des unteren Langhauses. Aus dem 17. Jahrhundert stammen der Kanzelaltar mit Blumenornamenten und geschnitzten Ranken sowie von 1691 die flache Holzdecke.
Eine 1705 angeschaffte Orgel wurde 1875 abgerissen und durch eine Gerhard-Orgel ersetzt. 1787 wurden die große Glocke und die kleine Glocke gekauft. Die kleine Glocke überstand die Zeit im Zweiten Weltkrieg auf dem Glockenfriedhof, von wo man sie nach dem Krieg wieder abholte.
1986 befand sich das Gotteshaus in einem derart desolaten Zustand, dass Einsturzgefahr bestand. 1999 begann man mit der Dachreparatur und 2005 mit dem Innenausbau. 2009 schloss die Fassadensanierung die Gesamtsanierung ab.